# Tomislav Žaja
Tomislav Žaja (Zagreb, 1967.), hrvatski filmski redatelj, producent i scenarist.

## Životopis
Magistrirao režiju dokumentarnog filma na Filmskoj akademiji Karlovog univerziteta u Pragu (FAMU). Djeluje od 1987. godine. Do danas je producirao i režirao više od pedeset dokumentarnih filmova, malo promotivnih i eksperimentalnih te manji broj cjelovečernjih igranih filmova. Osnovao je svoju producentsku kuću Gral Film 1995. godine u sklopu koje producira većinom socijalno angažirane dokumentarne filmove. U njima se bavi raznim aspektima ljudskih prava i socijalne pravde. U pojedinim je projektima surađivao s uglednim svjetskim televizijama i međunarodnim agencijama (BBC, ARTE, AJE, TPI, Reuters, APTN) i međunarodnim organizacijama kao što su ICBL, UNHCR, CARE i OSF. Za svoj je rad dobio mnoštvo domaćih i međunarodnih nagrada i priznanja.
Član Hrvatske udruge producenata i Hrvatskog društva filmskih djelatnika.

## Filmografija
Filmografija Tomislava Žaje:
- 1981.: televizijski film Obiteljski album, glumac
- 1985.: igrani film Crveni i crni]', glumac
- 1987.: dokumentarni film Centar za krizna stanja, scenarist i redatelj,
- 1988.: dokumentarni film Unutarnje oko, scenarist i redatelj
- 1988.: televizijska serija Dvanaestorica žigosanih, redatelj 2. ekipe u 5 epizoda
- 1989.: dokumentarni film Put u Ameriku, scenarist i redatelj
- 1989.: dokumentarni film Sveti pijesak, scenarist i redatelj
- 1990.: dokumentarni film Ora et Labora, scenarist i redatelj
- 1991.: dokumentarna serija Zagreb u ratu, scenarist i redatelj
- 1991.: dokumentarni film Krvavi suncokreti, scenarist i redatelj
- 1991.: dokumentarni film Staro židovsko groblje, scenarist i redatelj
- 1993.: dokumentarni film Car Men, scenarist i redatelj
- 1994.: dokumentarni film Jedno, scenarist i redatelj
- 1995.: dokumentarni film Veli Buoh, producent, scenarist i redatelj
- 1995.: dokumentarni film Tisućljeće - rađanje jedne nacije, producent, scenarist i redatelj
- 1995.: dokumentarni film Uživo s mjeseca, producent, scenarist i redatelj
- 1996.: dokumentarna serija Sedam sakramenata, scenarist i redatelj
- 1996.: dokumentarni film Radionica života, producent, scenarist i redatelj
- 1996.: televizijska drama Mjesec Alabame, producent, scenarist i redatelj
- 1997.: animirani film Intergalactic Souvenir Shop, koproducent
- 1997.: dokumentarni film Svetac, scenarist i redatelj
- 1998.: dokumentarni film Na svjetlu dana, producent
- 1998.: dokumentarni film Vukovar - kronika jednog zločina, scenarist i redatelj
- 1999.: dokumentarni film Iskapanje istine, producent, scenarist i redatelj
- 1999.: dokumentarni film Protokoli - istine i laži, scenarist i redatelj
- 2000.: dokumentarni film Profesija: Izbjeglica, producent
- 2000.: dokumentarno-glazbeni film Sedam posljednjih riječi Isusa Krista, producent, scenarist i gledatelj
- 2001.: igrani film Alma Mahler - sjećanje duše, scenarist i redatelj
- 2001.: dokumentarni film Moja mina, producent i koscenarist (Igor Mirković[1])
- 2001.: dokumentarni film Zaljubljivanje, producent i redatelj
- 2002.: eksperimentalni film Negdje daleko, producent i redatelj
- 2002.: igrani film Zujanje u glavi, koproducent (Andrej Košak[1])
- 2002.: kratki igrani film Panda i Pandora, producent (Vladimir C. Sever[1])
- 2002.: dokumentarni film Zadnja luka Amsterdam, producent
- 2002.: dokumentarni film Nitko nije otok, producent i redatelj
- 2003.: igrani film Ledina, koproducent (Ljubiša Samardžić[1])
- 2003.: dokumentarni film Remete - ljekarna nebeska, producent, scenarist i redatelj
- 2003.: dokumentarni film Kuća, producent, scenarist i redatelj
- 2003.: dokumentarni film Hollywoodski kuhar, producent
- 2004.: dokumentarni film Crni biseri, scenarist i redatelj
- 2004.: dokumentarni film Čuvari mrtvih sela, producent (Miroslav Mikuljan[1])
- 2004.: dokumentarni film Sljedeća stanica - Manresa, producent
- 2004.: dokumentarni film Feđa, redatelj, koscenarist i koproducent
- 2005.: dokumentarni film S druge strane neba, scenarist i redatelj
- 2005.: kratki igrani film Principessa, producent (Blaž Kutin[1])
- 2005.: dokumentarni film Izgubljeni raj, scenarist i redatelj
- 2005.: dokumentarni film Ono što ostavljamo po putu, koproducent
- 2006.: dokumentarni film Kriza Haidari, producent, scenarist i redatelj
- 2006.: dokumentarni film Imati svoj život, scenarist i redatelj
- 2006.: kratki eksperimentalni film Očekivanja gole kože, producent
- 2006.: dokumentarni film Palčica, scenarist i redatelj
- 2006.: dokumentarni film Titovi duhovi, producent i redatelj 2. ekipe (u dokumentarnoj seriji Storyville)
- 2007.: dokumentarni film Sam, producent
- 2007.: dokumentarni film Cijena života, producent, scenarist i redatelj
- 2008.: dokumentarni film Dvije sestre, redatelj
- 2008.: dokumentarni film Solo, scenarist i redatelj, koproducent (Tomislav Žaja i Davor Švaić[1])
- 2009.: dokumentarni film Pobjednici, scenarist i redatelj
- 2009.: dokumentarni film Ljudi s mliječnog puta, producent (Miroslav Mikuljan[1])
- 2009.: dokumentarni film Đita, producent
- 2010.: dokumentarni film Na rubu, scenarist i redatelj
- 2011.: igrani film Duh babe Ilonke, redatelj i koscenarist
- 2012.: promotivni film Zapošljavanje uz podršku, redatelj
- 2012.: promotivni film Gradska plinara Zagreb, redatelj
- 2012.: promotivni film Centar M.A.R.E., redatelj (s Davorom Švaićem)
- 2012.: dokumentarni film Grčka: život na uzici (Demetri i Bruno), producent i redatelj
- 2012.: dokumentarni film Povratak otpisanih, scenarist i redatelj
- 2013.: dokumentarni film Zajednica, a ne zatvor, producent i redatelj
- 2013.: dokumentarni film Radim, dakle jesam, producent i redatelj
- 2013.: dokumentarni film Novi dan, producent i redatelj
- 2013.: dokumentarni film Generacija 1967., scenarist i redatelj
- 2014.: dokumentarni film Putnici, scenarist i redatelj
- 2014.: dokumentarni film Razminirajmo Hrvatsku, producent i redatelj
- 2014.: dokumentarni film Sad ili nikad, scenarist i redatelj
- 2014.: dokumentarna serija Deinstitucionalizacija, producent i redatelj
- 2015.: dokumentarni film Dobar dan i doviđenja, producent, scenarist i redatelj
- 2015.: dokumentarni film Slobodni, redatelj, producent
- 2018.: dokumentarni film Susjedi, producent, scenarist i redatelj
- 2019.: športski dokumentarni film Ivanova igra, scenarist i redatelj
- 2019.: ratna drama Bijeg do mora, producent

## Vanjske poveznice
- Tomislav Žaja u internetskoj bazi filmova IMDb-u (engl.)